# 히비촌
히비촌(日比村)은 오카야마현 고지마군에 있던 촌이다. 현재의 다마노시의 일부에 해당한다.

## 역사
- 1889년 6월 1일 - 정촌제 시행에 의해 고지마군 히비촌이 성립하였다.
- 1906년 4월 1일 - 다마노촌 (일부)과 합병, 정으로 승격해 히비정이 신설하여 폐지되었다.

## 교통

### 항만
- 히비항

## 참고문헌
- 角川日本地名大辞典 33 岡山県
- 『市町村名変遷辞典』東京堂出版、1990年。